# Labiobaetis punctatus
Labiobaetis punctatus är en dagsländeart som beskrevs av Gattolliat 2001. Labiobaetis punctatus ingår i släktet Labiobaetis och familjen ådagsländor. Inga underarter finns listade i Catalogue of Life.